# I-53/I-153
I-53/I-153 — підводний човен, який започаткував першу серію великих підводних човнів Імперського флоту Японії. Споруджений як І-53, корабель 20 травня 1942-го був перейменований на І-153, щоб звільнити нумерацію для нових крейсерських підводних човнів (так само вчинили щодо всіх субмарин KD типів).

## Довоєнна служба
У першій половині 1920-х в Японії на основі британського та німецького прототипів спорудили два перші великі підводні човна I-51 та I-52, які рахувались як типи KD1 та KD2 відповідно. Більш вдалим визнали останній, в основу якого лягла конструкція німецького U-139. Втім, певні характеристики не задовольняли замовника, тому другий човен типу KD2 у підсумку завершили за новим проєктом як перший човен типу KD3, що отримав найменування І-53. Отримані результати дозволили продовжити будівництво за цим проєктом і загалом стали до ладу 9 човнів типу KD3 (двох підтипів KD3A та KD3B).
Тип KD3 мав практично такі ж розміри корпусу як і KD2, зберіг компоновку ходової установки із двох дизелів та двох електромоторів та таку саме дальність плавання економічним ходом. Надводна швидкість KD3 формально була меншою на 1,5 вузла за отриманий на випробуваннях показник KD2, проте варто враховувати, що у практичному використанні останній не міг забезпечувати таку ж швидкість і фактично поступався KD3. Підводний хід обох типів майже співпадав, а от глибина занурення KD3 була більшою на третину. На KD3 в основному зберегли торпедне та артилерійське озброєння від прототипу, але замінили 76-мм зенітну гармату на 7,7-мм кулемет.
І-53 спорудили у 1927 році на верфі ВМФ у Куре. Первісно корабель підпорядкували військово-морському округу Куре, а восени того ж року він став частиною новоствореної 17-ї дивізії підводних човнів.
З 1935-го І-53 відносився до 18-ї дивізії підводних човнів, у складі якої перебував і на момент вступу Японії у Другу світову війну.
Під час довоєнної служби 27 лютого 1936-го в районі маяка Дайосакі (біля входу до затоки Ісе) на І-53 виникли проблеми з машиною і в умовах обмеженої видимості він був таранений іншим підводним човном I-56. Втім, обидва кораблі отримали лише незначні пошкодженні.

## Перший похід
1 грудня 1941-го, за кілька діб до відкриття бойових дій, І-53 вже вирушив з порту Самах (китайський острів Хайнань) до визначеного йому району у Південнокитайському морі, де разом з цілим рядом інших човнів сформував патрульну лінію поблизу півострова Малакка, на який вже 8 грудня (тобто у день нападу на Перл-Гарбор — тільки останній відбувся по інший бік лінії зміни дат) висадились японські десанти. Позиція І-53 знаходилась в районі островів Анамбас.
В наступні пару тижнів човен не досягнув якихось результатів і 20 грудня 1941-го прибув до бухти Камрань (центральна частина узбережжя В'єтнаму).

## Другий похід
29 грудня 1941-го човен спробував вийти у новий похід, проте отримав пошкодження від сильного шторму і 31 числа повернувся на базу.
6 січня 1942-го І-53 знову вирушив на бойове патрулювання, маючи завдання діяти на північний захід від острова Ява. І на цей раз він не досяг якогось успіху, а 24 січня 1942-го повернувся у Камрань.

## Третій похід
7 лютого 1942-го І-53 полишив в'єтнамське узбережжя для дій у Індійському океані на південь від острова Ява (можливо відзначити, що в цей період сюди спрямували цілу групу японських підводних човнів, які виходили до океану в обхід Яви зі сходу). 20 лютого І-54 пройшов протокою Ломбок, а 27 лютого біля східного узбережжя Яви (менш ніж за півсотні кілометрів на південний схід від порту Banyuwangi) потопив артилерією невеликий нідерландський танкер Ben-2 (913 GRT), який полишив Сурабаю та намагався дістатись Австралії.
28 лютого 1942-го дещо більш ніж за півсотні кілометрів на південь від Чілачапу (центральна Ява) І-53 торпедував, а потім добив артилерією британське вантажне судно City Of Manchester (8917 GRT).
8 березня І-53 прибув до затоки Старінг-Бей (поблизу Кендарі на південно-східному півострові острова Целебес), де певний час базувались великі сили японського флота.
16-25 березня 1942-го човен здійснив перехід зі Старінг-Бей до Куре.

## Служба у Японії
Враховуючи вік корабля, його вирішили використовувати для навчальних цілей у військово-морському окрузі Куре.
6 травня 1942-го у Внутрішньому Японському морі І-53 зіткнувся із плавучою базою підводних човнів «Чогей» (Chogei), але отримав лише незначні пошкодження.
У січні 1943-го І-153 брав участь у експериментах із маскувальною камуфляжною окраскою.
У певний момент човен вивели з активної служби та розформували екіпаж. І-53 розмістили біля причалу школи підводників як тренувальний стенд. У такому стані він і дочекався капітуляції Японії, а у 1948-му був зданий на злам.

## Бойовий рахунок
| Дата       | Назва              | Тип    | Тоннаж | Місце                       |
| 27.02.1942 | Ben-2              | танкер | 913    | біля східного узбережжя Яви |
| 28.02.1942 | City Of Manchester | танкер | 8917   | 8°16'S 108°52'E             |